# ジェシー・マリオン・キング
ジェシー・マリオン・キング（Jessie Marion King、1875年3月20日 - 1949年8月3日）はスコットランド生まれのイラストレータ、工芸家である。児童向け書籍の挿絵や本の装丁、宝飾やテキスタイルのデザイン（イギリスにおけるバティックのパイオニアとされる。）、陶器の上絵なども描いた。「グラスゴー・ガールズ」と呼ばれた芸術家の1人である。

## 略歴
イースト・ダンバートンシャーのベアーズデン（Bearsden）で牧師の娘に生まれた。グラスゴーの学校(Queen Margaret College)で絵の教師になる教育を受けた後、1892年にグラスゴー美術学校に入学し、学生時代に数々の賞を受賞した。1899年に母校ので書籍装丁やデザインの講師になった。
初期には主にイラストレーターとして働いたが、本の執筆者や宝飾品のデザイナーとしても働いた 。1899年から1902年の間にベルリンのグローバス出版社から出版された書籍に、アール・ヌーヴォーのスタイルで表紙デザインの仕事を	した。1907年から1924年の間には、エディンバラの出版社が出版した20冊以上の本の挿絵を描き、生涯で100冊以上の本や出版物のイラスト制作や執筆、装飾、表紙のデザインをした。
1902年にドイツとイタリアを旅し、ボッティチェリの作品の影響を受けた。1902年に書籍の表紙デザインがトリノ国際現代装飾美術展で金メダルを受賞した。1903年にグラスゴー芸術家協会の理事となり、1905年にはグラスゴー婦人芸術家協会（Glasgow Society of Lady Artists）の会員となった。1905年にロンドンの画廊、1907年にグラスゴーの画廊で展覧会を開いた。
1907年に、画家、版画家のアーネスト・アーチボルド・テイラー（Ernest Archibald Taylor: 1874-1951）と結婚し、夫と1907年にグレーター・マンチェスターのサルフォードに移った。1910年に夫妻はパリに移り、夫はカナダ人画家のアーネスト・パーシヴァル・チューダー＝ハート（Ernest Percyval Tudor-Hart: 1873-1954）が運営する美術学校の教授になった。1911年に夫妻で美術学校を開いた。1915年にスコットランド、ダンフリーズ・アンド・ガロウェイのKirkcudbrightに戻った。
陶器の絵付けをし、「バティック（ろうけつ染め布地）」の作品も制作した。1924年にバティックに描かれた小冊子「How Cinderella Was Able to Go to the Ball」という作品を出版した。1949年に心臓発作でKirkcudbrightの自宅で亡くなった。

## 作品

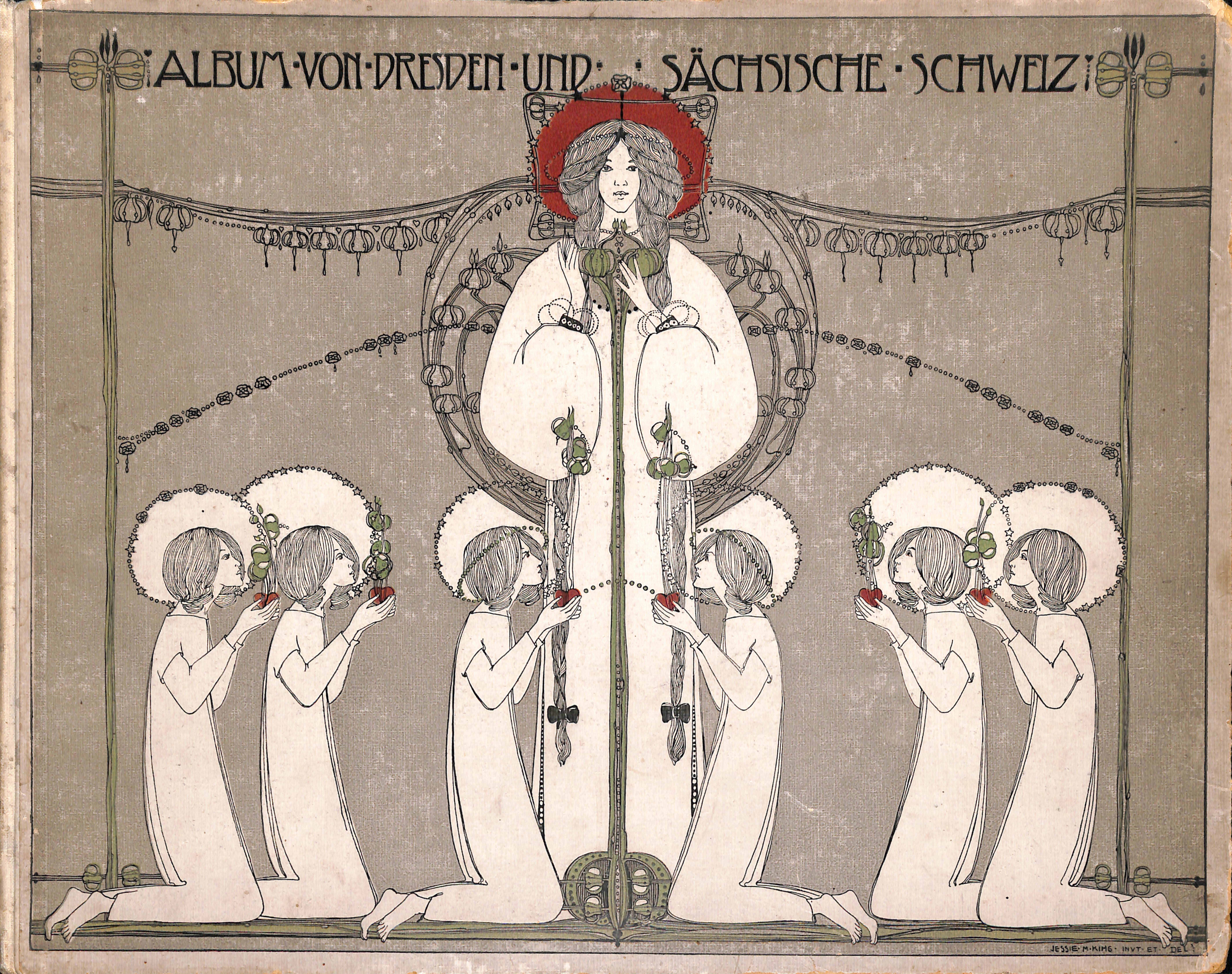
表紙絵(c.1900)
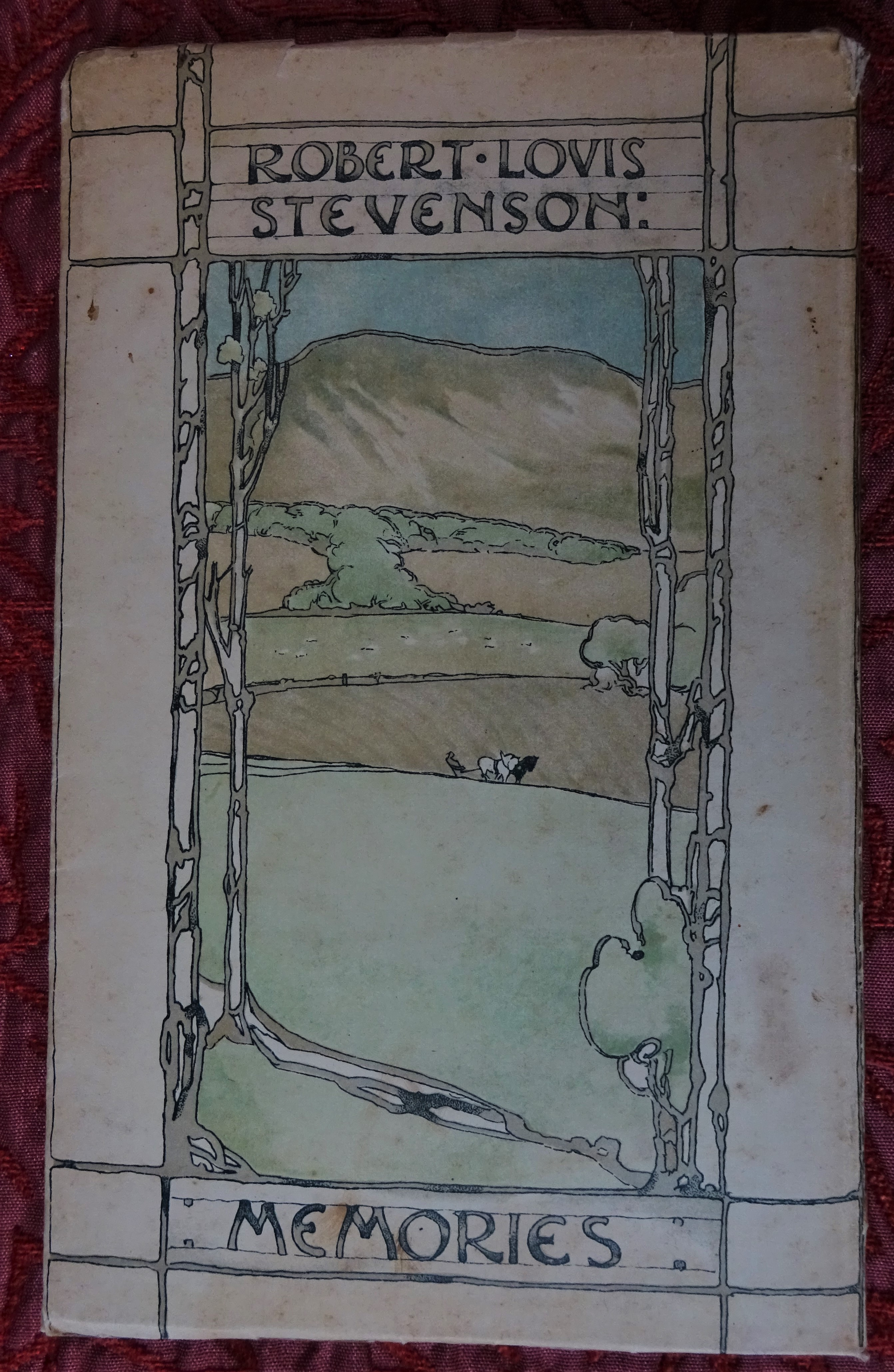
表紙絵(1912)
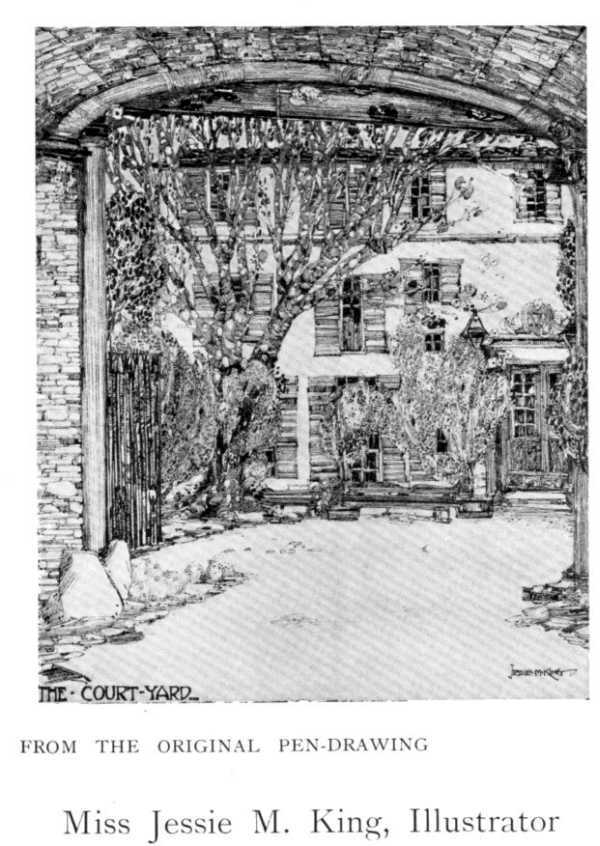
中庭、「Women Painters of the World」に収録
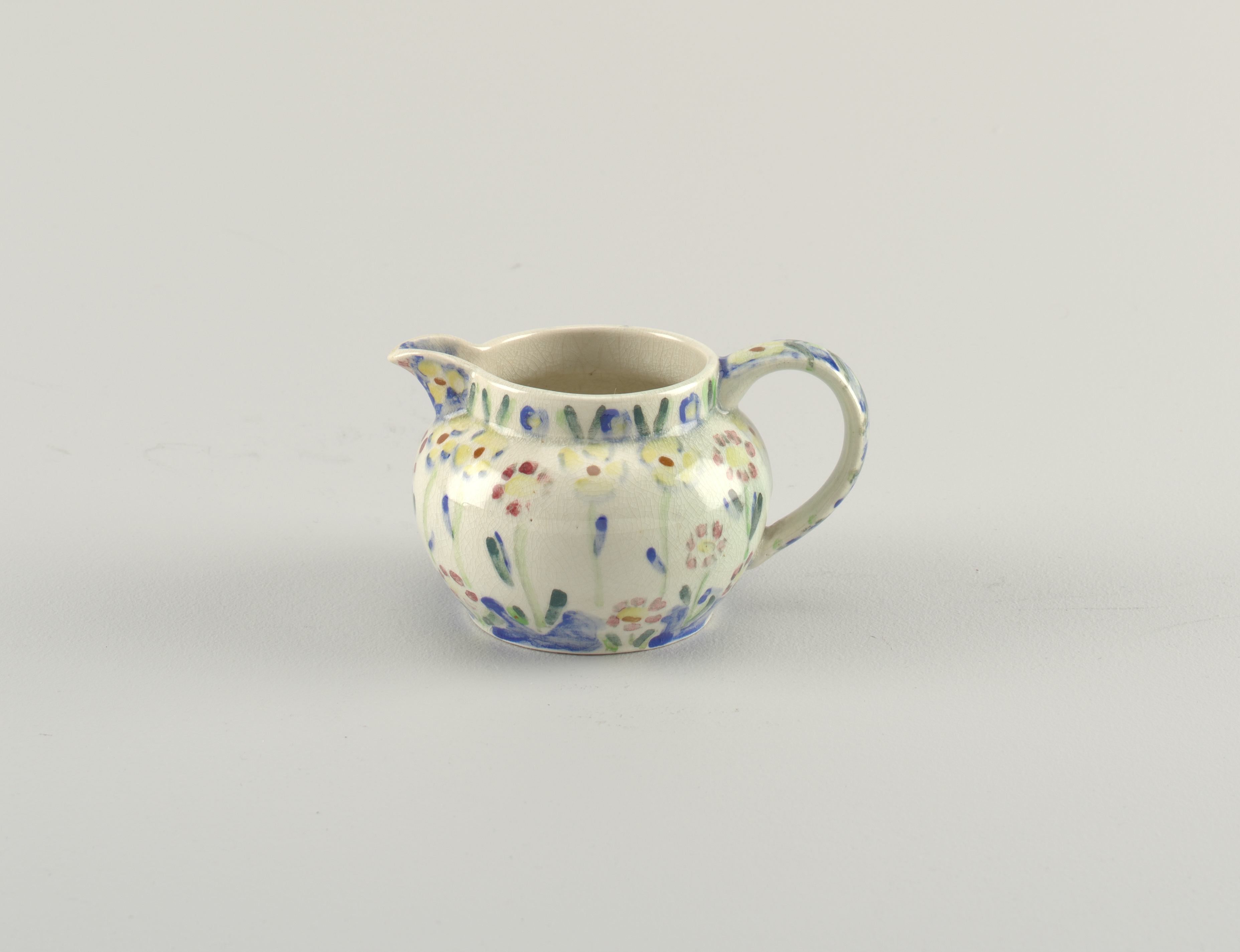
陶器作品(c.1905)